# Grizzly Rage
Grizzly Rage é um telefilme canadense lançado em 2007, e dirigido pelo estadunidense David DeCoteau. O filme foi produzido pela RHI Entertainment  e estreou no Canada em 7 de junho de 2007 na Movie Central On Demand. Nos Estados Unidos, o filme foi transmitido pelo Sci Fi Channel em 16 de setembro de 2007.